# Стратфорд (Нова Зеландия)
Вижте пояснителната страница за други значения на Стратфорд.
Стратфорд (на английски: Stratford) е град в Нова Зеландия, провинция Таранаки. Разположен е в западната част на Северния остров, в подножието на вулкана Таранаки. Населението му е 5327 души от преброяването през 2006 г. Градът е основан през 1878 г.

## Личности
Родени
- Силвия Аштън-Уорнър (1908-1984), писателка